# Carnaval de Mindelo
Le carnaval de Mindelo est une festivité annuelle qui se déroule sur l'ile de Saõ Vicent au Cap-Vert. Comme le dit Cesária Évora dans la chanson Carnaval de São Vicent, il est un symbole identitaire de l’île en référence au Brésil